# Ахмед Еюб паша
Ахмед Еюб паша (на османски турски: احمد أيوب پاشا; на турски: Ahmed Eyyub Paşa) е османски офицер, генерал-лейтенант, държавен чиновник.

## Биография
Ахмед Еюб е роден през 1833 г.  в Истанбул. Ориентира се към военното поприще и завършва военно училище.
Назначен е за валия на Йемен  и командир на 7-а армия (май-април 1875). Командир на 2-ра армия (декември 1875-септември 1878).
Участва в Руско-турската война (1877 – 1878) като командир на Разградския армейски корпус и Балканската армия (ноември- декември 1877).
След войната е командир на 5-а армия (септември 1877-август 1880) и 3-та армия (август 1880 до октомври 1884) и валия в Битоля.
Преминава на служба като държавен чиновник. Валия на Янина (октомври 1884-юни 1889), Битоля (юни-октомври 1889) и Косово (октомври 1889-декември 1890)..
Умира в 1893 година. На гроба му има следният епитаф:
| „ | Hüve’l Hayyü’l Bâkî Efahim-i müşiran-ı Askeriyyeden olub tedbir ve fazilet ve besalet ve şecaat bulunduğu muharebatın kâfesinde galibiyyet ile temeyyüz olmuş iken pençe-i ecele teslim-i gerden-i itaat eylemiş olan kumandan-ı meşhur Ahmed Eyüb Paşanın ruhiyçün el-Fatiha sene 1310 | “ |